# Candida Maria di Gesù
Candida Maria di Gesù, in spagnolo Cándida María de Jesús, al secolo Juana Josefa Cipitria y Barriola (Berrospe, 31 maggio 1845 – Salamanca, 9 agosto 1912), è stata una religiosa spagnola, fondatrice della congregazione delle Figlie di Gesù. Beatificata nel 1996, è stata proclamata santa da papa Benedetto XVI nel 2010.
La sua memoria ricorre il 9 agosto.